# Copenaghen Open 2001
Il Copenaghen Open 2001 è stato un torneo di tennis giocato sul sintetico indoor. È stata la 13ª edizione del Copenaghen Open che fa parte della categoria International Series nell'ambito dell'ATP Tour 2001. Si è giocato a Copenaghen in Danimarca dal 12 al 18 febbraio 2001.

## Campioni

### Singolare
Tim Henman ha battuto in finale  Andreas Vinciguerra con il punteggio di 6–3, 6–4

### Doppio
Wayne Black /  Kevin Ullyett hanno battuto in finale  Jiří Novák /  David Rikl con il punteggio di 6–3, 6–3